# Cryptopodia angulata
Cryptopodia angulata is een krabbensoort uit de familie van de Parthenopidae. De wetenschappelijke naam van de soort is voor het eerst geldig gepubliceerd in 1841 door H. Milne Edwards & Lucas.